# 萩原静安
萩原 静安（はぎわら せいあん、1804年（文化元年） - 1879年（明治12年）9月16日）は、江戸時代後期の土佐藩医、萩原三圭の父。号は静安、のち萩原復斎と称した。

## 来歴

### 生い立ち
文化元年(1804年)に生まれる。
長じて医を学び町医者となり、土佐国土佐郡一宮村（現 高知県高知市一宮）に住し、田内氏の娘を娶る。
天保11年11月11日(1840年12月4日)、嫡男・萩原三圭が生まれる。
天保14年(1843年)、おこぜ組の獄に連座して高知城下四ヵ村（小高坂・潮江・井口・江ノ口）禁足処分となり香美郡深淵村（現 高知県香南市野市町深淵）へ籠居した。
嘉永3年5月25日(1850年7月4日)、土佐国幡多郡にて種痘を行う。

### 藩医として
万延元年12月26日(1861年2月5日)、積年医業の心掛け宜しく、手広く治療をしていた名声によって三人扶持を下し置かれ、格式御用人格にて召し出され藩医(軽格医師)となる。
文久元年12月8日(1862年1月7日)、土佐の町郷浦にて種痘御用を仰せ付けられる。
文久2年2月10日(1862年3月10日)、山内豊範参勤の際、療治御用を以って江戸表へ出立し、同3月1日(太陽暦3月30日)より、御船便次第、浦戸通乗船を仰せ付けられた。
同年3月28日(太陽暦4月26日)、自力（徒歩）により北山通へ参上するよう申し付けられるが、以前からの持病の症状があり、北山越えは困難であるとされ、御先達「御駄荷物御用船」へ乗り加えることの願いが許可される。
同年4月22日(太陽暦5月20日)、大坂表で麻疹の流行により、山内豊範の発駕が延期となり、4月28日(太陽暦5月26日)となる。
文久3年1月10日(1863年2月27日)、山内容堂に随行し、乾退助らと筑前藩の蒸気船大鵬丸に乗って江戸の品川を出航し、途中悪天候に遭う。この時、静安は和歌を詠んで容堂へ奉り、容堂の気持ちを慰めた。船は伊豆の下田に漂着し、一行は上陸して宝福寺に滞在した。（この時、山内容堂と勝海舟の間で、坂本龍馬の脱藩を赦す話合いが成された）
同年1月25日(太陽暦3月14日)、山内容堂に随行し上洛。
同年4月12日(太陽暦5月29日)、山内容堂に随行し土佐に帰藩した。
同年11月11日(太陽暦12月21日)、種痘御用を御免仰せ付けられる。
文久4年1月22日(1864年2月29日)、爾来の名前「静安」を藩主の許可を得て「復斎」と改める。
慶応2年2月10日(1866年3月26日)、開成館医局の教授下役を仰せ付けられる。
同年7月22日(太陽暦8月31日)、爾来の役目を御免仰せ付けられる。
慶応3年3月21日(1867年4月25日)、「持病が思わしく無いため、長崎表で養生を致したい」旨を届出、翌年3月(太陽暦3月下旬～4月上旬)迄の休暇を願い出て許可されるが、実際には嫡男の萩原三圭の長崎・ドイツ留学を支援する目的での休暇願いであったと推測されている。
明治元年10月3日(1868年11月16日)、長崎表より土佐に帰藩。

### 晩年
明治12年(1879年)9月16日逝去。墓は東京の谷中霊園にある。

## 家族
萩原氏の先祖は、甲斐国山梨郡萩原邑（現 山梨県甲州市塩山下萩原）を貫して氏とした。萩原静安の曾祖父萩原恪斎は遠江国掛川の人である。世々掛川藩小笠原侯に儒を以て仕えたが、幼君（小笠原長堯）を諌めたことが発端で咎められて致仕し、以後江戸に住して家塾を開いた。
- 養曾祖父：萩原守道（恪斎、伴次）
- 祖父：萩原舗兼（昌助）（守道の親族の子）
- 本人：萩原静安（復斎）
- 妻：田内氏の娘（亀、1819年 - 1878年）
  - 嫡男：萩原守教（三圭）
  - 前妻：某氏[4]
    - 孫（長女）：某氏
    - 孫（二女）：山田光枝（1882年 -　　）
    - 孫の夫：山田脩治 - 安中藩儒者・山田三川の孫
      - 曾孫(長男)：山田三兵
      - 曾孫(女子)：佐故克己の妻「つぎ」

  - 継妻：萩原そう[5]（1861年 - 1942年）
    - 孫（長男）：萩原午生（うまお、1884年 - 1891年）
    - 孫（二男）：萩原曾我雄（そがお、1889年 -　　）
    - 孫（三男）：萩原卯（1891年 - 1898年）
    - 孫（三女）：池田いと（1887年 - 1969年）
    - 孫の夫：池田信[6]

  - 二男：萩原良次郎（良二、真斎、　　- 1923年）
  - 良次郎妻：萩原寿子（　　- 1910年）
  - 長女：乾正士の母（やく）、のち志田氏[7]の妻

## 補註
1. 1 2 3  『萩原三圭の留学』富村太郎著、郷学舎、1981年
2. ↑  『近世土佐の群像（2）萩原三圭のことなど』による。
3. ↑  『萩原伴次源守道之墓表』より。
4. ↑  京都の人
5. ↑  元女官
6. ↑  池田信(まこと)。山形県出身、京都帝大土木科卒。小河内ダム建設などに従事。昭和20年(1945年)歿
7. ↑  日本郵政勤務、静岡県沼津市の人